# 斯特凡·格奥尔格
斯特凡·安东·格奥尔格（德語：Stefan Anton George，德語發音：[ˈʃtɛfan ˈʔantoːn ɡeˈ(ʔ)ɔʁɡə]；1868年7月12日—1933年12月4日），德国诗人，翻译家。

## 生平
斯特凡·格奥尔格1868年生于黑森大公国比德斯海姆（今属德国莱茵兰-普法尔茨州莱茵河畔宾根）。他的父亲亦名为斯特凡·格奥尔格，是一个酒店负责人以及酒商。

他的学校教育还算成功，1888年毕业之后，他待在巴黎与伦敦，在此期间，他出席了诗人斯特凡·马拉梅的周二晚会。1891年他去了维也纳旅行，在维也纳，他第一次遇到了胡戈·冯·霍夫曼斯塔尔。

1890年，他在二十岁时出版了自己的第一部诗集。他创办了一个重要的文学杂志《艺术杂志》，并在此担任编辑一职。他在流行文学界以及“格奥尔格圈”有一定名气。这个圈子里包括一些当时的先锋青年作家（如弗里德里希·贡多尔夫、路德维希·克拉格斯）。他还是一个同性恋者，曾经劝一个青年朋友像自己一样生活。

1914年第一次世界大战爆发，他预言德国将会战败，1914-1916年间他为此创作了哀歌《战争》。战后，面对战争带来的满目疮痍，他大哭了一场。

1933年后，纳粹想要接管約瑟夫·戈培爾为他提供的新皇家艺术学院，但遭到了他的拒绝。也错过了事先准备好的65岁生日会。为了弥补这次生日会的遗憾，他去了瑞士旅行，在洛迦诺去世。

## 作品风格
诗歌特点具有贵族精神；他的诗歌有一种比较正式的风格，使用抒情的语调和语言，往往晦涩难懂，并且受到了希腊的古典形式影响，在反抗方面有德国文学的现实主义倾向。他相信诗歌的目的是发现与世界的距离。他认为艺术为了艺术的缘故，他曾是法国象征主义运动的有许多关系的坚定倡导者，他与斯特凡·马拉梅和保罗·魏尔伦有所接触。
格奥尔格是19世纪的德国现代主义之间的重要桥梁，尽管他接受了当时的许多批评。他尝试了使用各种诗意，标点符号，晦涩的典故和排版进行创作。格奥尔格的“同性恋”反映在作品如阿尔加巴尔和爱情诗上，他专门找到他的熟人天才少年马克西米利安·克龙贝格尔，被他称为“马克西明”（Maximin），他认为这是人类的一种最神圣的行为。格奥尔格的性欲，与他的诗意工作的相关性已经被当代批评家，如托马斯·卡劳夫和玛丽塔·凯尔松-劳里茨讨论。
阿尔加巴尔是格奥尔格的最喜爱的作品之一，不过也是他奇怪的。标题是参考罗马皇帝埃拉伽巴路斯。格奥尔格也是一个重要的翻译家。他把但丁、莎士比亚和波德莱尔的作品翻译成德语。
1927年，乔治获得歌德奖。

## 作品列表
- 《赞美诗集》1890: Hymnen
- 《朝圣》1891: Pilgerfahrten
- 《阿尔加巴尔》1892: Algabal (1892)
- 《灵魂之年》1897: Das Jahr der Seele
- 《地毯的生命》1899: Teppich des Lebens
- 《胸针》1901: Die Fibel
- 《工作与时日》1903: Tage und Taten （译自赫西俄德《工作与时日》）
- 《第七圈》1907: Der siebente Ring
- 《星之圣约》1913: Der Stern des Bundes
- 《战争》1917: Der Krieg
- 《新世界》1928: Das neue Reich

## 延伸阅读
- Breuer, Stefan (1996). Ästhetischer Fundamentalismus: Stefan George und der deutsche Antimodernismus. Darmstadt: Primus.
- Capetanakis, D., 'Stefan George', in Demetrios Capetanakis  A Greek Poet In England (1947), p. 72–89
- Frank, Lore & Sabine Ribbeck (2000). Stefan-George-Bibliographie 1976–1997. Mit Nachträgen bis 1976. Auf der Grundlage der Bestände des Stefan-George-Archivs in der Württembergischen Landesbibliothek. Tübingen: Niemeyer.
- Goldsmith, Ulrich (1951). Stefan George and the theatre. New York: The Modern Language Association (PLMA Publications LXVI:2).
- Goldsmith, Ulrich (1959). Stefan George: A study of his early work. Boulder: University of Colorado Press (University of Colorado Studies Series in Language and Literature 7).
- Goldsmith, Ulrich (1970). Stefan George. New York: Columbia University Press (Essays on Modern Writers).
- Goldsmith, Ulrich (1974). Shakespeare and Stefan George: The sonnets. Berne: Franke.
- Kluncker, Karlhans (1985). "Das geheime Deutschland": Über Stefan George und seinen Kreis. Bonn: Bouvier (Abhandlungen zur Kunst-, Musik- und Literaturwissenschaft 355).
- Norton, Robert E. (2002). Secret Germany: Stefan George and his Circle. Ithaca, NY: Cornell University Press.
- Norton, Robert E. (2010). "Wozu Stefan George?" WestEnd. Neue Zeitschrift für Sozialforschung, 7. Jg., Heft 2, : 133–141.
- Schmitz, Victor (1978). Stefan George und Rainer Maria Rilke: Gestaltung und Verinnerlichung. Berne: Wild.
- Rieckmann, Jens (ed.) (2005). A Companion to the Works of Stefan George. Camden House.
- Lacchin, Giancarlo (2006). Stefan George e l'antichità. Lineamenti di una filosofia dell'arte. Lugano: University Words.
- Schefold, Bertram. (2011). Politische Ökonomie als Geisteswissenschaft. Edgar Salin und andere Ökonomen um Stefan George, in Studien zur Entwicklung der ökonomischen Theorie, XXVI. Edited by Harald Hagemann, Duncker & Humblot
- Lerner, Robert E. (2017). Ernst Kantorowicz: A Life, for George's relationship with his pupil Kantorowicz.